# شاپرک بیدخوار
شاپرک بیدخوار (نام علمی: Coleophora lusciniaepennella) نام یک گونه از سرده غلاف‌دارها است.

## نگارخانه

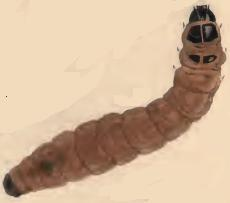